# Charo
María Del Rosario Pilar Martínez Molina Baeza (Molina de Segura, 13 de março de 1941), mais conhecida no mundo latino e em Hollywood como Charo é uma cantora, bailarina, comediante, atriz e guitarrista de guitarra espanhola

## Carreira
Foi descoberta pelo músico Xavier Cugat, com quem se casou em 7 de agosto de 1966, aos 25 anos de idade. Na época, Cugat tinha 66 anos. O casamento durou até 1978. Seu maior sucesso foi a canção "Dance a little bit closer", em 1977.

## Discografia
- "Cuchi, cuchi" (1977)
- "Olé, olé" (1978)
- "Mamacita, ¿dónde está Santa Claus?" (1978)
- "Bailando con Charo" (1981)
- "Guitar passion" (1994)
- "Blame it on the Macarena" (1996)
- "Gusto" (1997)
- "Charo and guitar" (2005)

Seus primeiros quatro álbuns era como integrante do Salsoul Orchestra.

## Filmes
- Tiger by the tail (1968)
- Elvis: That's the Way It Is (1970) (documentário)
- The Concorde ... Airport '79 (1979), como Margarita
- Luar sobre Parador (1988), como Madame Lupe
- Pulgarcita (1994) (voz)

## Televisão
- Ironside - 1 episódio (1972), como a dançarina
- Chico and the Man - 6 episódios (1977-1978), como tia Charo
- Flying High - 1 episódio (1978)
- A Ilha da Fantasia - 3 episódios (1981-1984), como Yolanda Morales / Maria Diaz / Dolores DeMercia
- The Jeffersons - 1 episódio (1985), como Charo
- Vivendo e Aprendendo - 1 episódio (1985), como Charo
- O Barco do Amor - 10 episódios (1977-1987), como April Lopez / Lupe Zapata De Vega Valdez
- Marblehead Manor - 1 episódio (1988), como Cookie
- The Naked Truth - 1 episódio (1997), como Charo
- Histeria - 1 episódio (1999), como Evita Perón
- That '70s Show - 1 episódio (2000), como Charo
- Las Vegas - 1 episódio (2006), como Charo
- Zack e Cody: Gêmeos a Bordo  - 1 episódio (2010), como Senhora Ramirez
- Don't Trust the B---- in Apartment 23 - 1 episódio (2013 / T02E15: A Vaca Original), como Charo

- Jane the Virgin - 2 episódios (2016), como Charo
- RuPaul's Drag Race - 2 episódios (2012, 2016), como Charo

## Ligações Externas
- Charo. no IMDb.
- «Sítio oficial»